# Eacees
Les Eacees (grec antic: Αἰάκεια, llatí: Aeaceia) eren unes festes que celebraven els eginetes (de l'illa d'Egina) en honor d'Èac, que va ser rei del país. No se'n coneixen detalls. Només se sap que el guanyador d'uns jocs que es feien per l'ocasió, consagrava el seu trofeu al temple d'Èac.